# Mieczysław Wasilewski
Mieczysław Andrzej Wasilewski (ur. 1 stycznia 1942 w Warszawie) – polski grafik i nauczyciel akademicki.

## Życiorys
W latach 1960–1966 studiował na Wydziale Malarstwa i Grafiki Akademii Sztuk Pięknych w Warszawie, w 1966 uzyskał dyplom w pracowni plakatu prof. Henryka Tomaszewskiego. Po studiach, w 1971 został asystentem swojego promotora i pełnił tę funkcję do 1985. Od 1977 doktor, od 1984 doktor habilitowany, w 1991 otrzymał tytuł naukowy profesora w dziedzinie sztuk plastycznych. Po odejściu prof. Tomaszewskiego na emeryturę objął po nim samodzielną Pracownię Projektowania Graficznego dla studentów Wydziału Grafiki Warsztatowej. W ASP pracował do 30 września 2014.
W latach 1981–1982 wykładał na Uniwersytecie w Damaszku, w 1989 w Wyższej Szkole Wzornictwa w Offenbach (Niemcy) oraz w latach 1991–1992 w Instytucie Sztuki Użytkowej w Rovaniemi (Finlandia). Nauczał również w uczelniach artystycznych w fińskich Helsinkach, holenderskich – Arnhem, Groningen i Hadze, meksykańskiej Guadalajarze, chilijskich – Santiago i La Sernie, oraz kanadyjskim Montrealu. W latach 1997–2011 prowadził także pracownię grafiki i plakatu w Europejskiej Akademii Sztuk w Warszawie. Od 2011 podjął pracę w Wyższej Szkole Informatyki Stosowanej i Zarządzania w Warszawie (obecnie Akademia WIT). 
Przez wiele lat współpracował z licznymi wydawnictwami i instytucjami kultury takimi jak Wydawnictwo Artystyczno-Graficzne (WAG), PIW, Książka i Wiedza, Nasza Księgarnia, PWE, PWRiL i Centrala Wynajmu Filmów. Swoje grafiki zamieszczał również w czasopismach, m.in. „Perspektywach” (1969–1974) i „Problemach” (1969–1994). Ponadto dla Poczty Polskiej projektował znaczki, kartki  i koperty FDC.
Jego prace znajdują się m.in. w kolekcji Muzeum Plakatu w Wilanowie, Muzeum Narodowego w Poznaniu, Musée de l'Affiche w Paryżu i Toyama Poster Museum w Tokio.

## Wybrana twórczość

### Plakaty
- Przygody małej wydry, 1969
- Raport 86, 1970
- Zaloty pięknego dragona, 1971
- Lew w zimie, 1972
- Mieć 20 lat w Aurès, 1973
- Pierwsza spokojna noc, 1973
- Drzwi w murze, 1973
- Człowiek znikąd, 1974
- Rozwód, 1974
- Legenda o Paulu i Pauli, 1975
- Nie ujdzie ci to płazem!, 1975
- To be war or not to be?, 1975
- Trzęsienie ziemi, 1976
- Kobra, 1976
- Trzy kobiety, 1977
- Kobieta pod presją, 1978
- Legenda o miłości, 1979
- Sprzedawca kapeluszy, 1985
- Amadeusz, 1986
- Critters, 1987
- Wirujący seks, 1988
- Nietykalni, 1988
- Śnieżyca, 1988
- Sinless, 1988
- Nikt nie jest winien, 1988
- Krokodyl Dundee 2, 1989
- Prowincjuszka, 1991
- Eryk i Zuzanna (Lipińscy), 2011 – wystawa w 20. rocznicę śmierci Eryka Lipińskiego
- Faraon • Teatr Wybrzeże, 2015
- Targi Plakatu 2016, 2016
- Mąż i żona, 2017

### Znaczki pocztowe
- Pisanki polskie (seria) oraz koperty FDC, 1995
- Światowy Dzień Poczty oraz koperta FDC, 1998
- Akwarela przedstawiająca gmach NIK na znaczku 100-lecie powstania Najwyższej Izby Kontroli projektu Jarosława Ochendzana, 2019

### Kartki pocztowe
- 75 lat Towarzystwa Przyjaciół Dzieci, 1994
- Nadzwyczajne Zgromadzenie Plenarne PostEurop, 1994
- 50. rocznica Operacji „Burza”, 1995
- 100. rocznica śmierci Adama Asnyka, 1997

## Odznaczenia
- Złoty Medal „Zasłużony Kulturze Gloria Artis” (3 lipca 2019)[4]
- Srebrny Medal „Zasłużony Kulturze Gloria Artis” (6 maja 2010)[4]

## Nagrody i wyróżnienia
- Wyróżnienie w Międzynarodowym Konkursie na plakat z okazji 400-lecia Rio de Janeiro (1964)
- I nagroda za znak graficzny dla Zakładów Azotowych „Puławy” (1966)
- I nagroda w konkursie „Kongres Kultury Polskiej” (1966)
- I nagroda w Konkursie na plakat „Świat Współczesny” z okazji XX-lecia WAG-u (1970)
- II nagroda w Konkursie na plakat „500-lecie urodzin Kopernika” (1970)
- I nagroda w konkursie na plakat PCK (1971)
- Nagroda Polskiego Komitetu UNESCO na IV Międzynarodowym Biennale Plakatu w Warszawie za plakat „Świat Współczesny” (1972)
- II nagroda w konkursie na plakat „Międzynarodowe Targi Poznańskie” (1972)
- Nagroda na V Biennale Plakatu Polskiego w Katowicach za plakat „Europa kontynentem pokoju” (1973)
- II nagroda w konkursie na plakat „Winobranie – Zielona Góra” (1973)
- Wyróżnienie w Międzynarodowym Konkursie na plakat „30 Rocznica Zwycięstwa nad Faszyzmem” (1975)
- I nagroda i Złoty Medal na VI Międzynarodowym Biennale Plakatu w Warszawie za plakat „To be or (war) not to be” (1976)
- I nagroda w międzynarodowym konkursie na Plakat - Kalendarz dla ONZ (1986)
- Nagroda Ministra Kultury i Sztuki (1987)
- Nagroda za „Najlepszy plakat Warszawy” (1988)
- Nagroda „Problemów” za wieloletni udział w popularyzatorskiej działalności pisma „Problemy” (1988)[3]
- II nagroda na Krajowym Biennale Plakatu w Katowicach (1988)
- Silver Plaquette” za plakat na Międzynarodowym Festiwalu Filmów w Chicago (1988)
- Srebrny Medal na Biennale Plakatu Polskiego w Katowicach (1989)
- Nagroda specjalna na Międzynarodowym Biennale Plakatu w Chaumont (1991)
- II nagroda w konkursie na plakat „50-ta Rocznica Powstania w Ghetcie Warszawskim” (1993)
- Srebrny Medal na XIV Międzynarodowym Biennale Plakatu w Warszawie za plakat „50-ta Rocznica Powstania w Ghetcie Warszawskim” (1994)[2]
- I nagroda w konkursie na projekt plakatu z okazji 50. rocznicy wybuchu powstania warszawskiego (1994)[2]
- Srebrny Medal na I Międzynarodowym Triennale Plakatu Scenicznego w Sofii za plakat „Kontakt ’95” (1995)
- Nagroda PTWK w konkursie na „Najpiękniejszą Książkę Roku” (1996)
- I Nagroda w Konkursie na znak graficzny „Polska Książka na Targach Frankfurt nad Menem” (1998)
- I nagroda w konkursie na plakat „Polonia 2000” (1999)
- I nagroda w Międzynarodowym konkursie na znak graficzny „POLFA” (1999)
- I nagroda w konkursie na plakat „Polska w Unii Europejskiej” (2003)
- Nagroda Główna V Festiwalu Plakatu Polskiego w Krakowie za zestaw prac (2005)
- Wyróżnienie honorowe na XXII Międzynarodowym Biennale Plakatu w Warszawie za plakat polityczny (2010)
- Nagroda ZAiKS-u w dziedzinie sztuk wizualnych (2018)[5]

Źródło:.

## Polnische Plakat Kunst
Jego osobie został poświęcony odcinek pt. Polnische Plakat Kunst – Mieczysław Wasilewski, będący jedną z części telewizyjnego serialu dokumentalnego, zrealizowanego w latach 2008–2009, którego tematem jest polska szkoła plakatu.